# 1. deild islandzka w piłce nożnej (1958)
Sezon 1958 był 47. sezonem o mistrzostwo Islandii. Drużyna Akraness obroniła tytuł mistrzowski, zdobywając dziewięć punktów w pięciu meczach. Po sezonie spadł zajmujący ostatnie miejsce zespół ÍB Hafnarfjörður.

## Drużyny
Po sezonie 1957 z ligi spadł zespół ÍBA Akureyri, z 2. deild awansowała natomiast drużyna Keflavík wobec czego do sezonu 1958 ponownie przystąpiło sześć zespołów.
| Uczestnicy poprzedniej edycji                                                                                 | Uczestnicy poprzedniej edycji | Uczestnicy poprzedniej edycji | Uczestnicy poprzedniej edycji |
| --- | ----------------------------- | ----------------------------- | ----------------------------- |
| ÍA | Akraness                      | 1                             |                               |
| FRA | Fram                          | 2                             |                               |
| VAL | Valur                         | 3                             |                               |
| ÍBH | ÍB Hafnarfjörður              | 4                             |                               |
| KRE | KR                            | 5                             |                               |
| Awans z 2. deild                                                                                              |                               |                               |                               |
| ÍBK | Keflavík                      | 1                             |                               |
| Oznaczenia: - kolumna pierwsza – skróty nazw drużyn, - kolumna trzecia – miejsce zajęte w poprzednim sezonie. |                               |                               |                               |

## Tabela
| Lp. | Drużyna              | M | Z | R | P | Bramki | Bramki | Różn. | Pkt     | Uwagi              |
| --- | -------------------- | - | - | - | - | ------ | ------ | ----- | ------- | ------------------ |
| 1   | Akraness (M)         | 5 | 4 | 1 | 0 | 23     | 9      | +14   | 9\|\|\| |                    |
| 2   | KR                   | 5 | 3 | 2 | 0 | 12     | 3      | +9    | 8       |                    |
| 3   | Valur                | 5 | 3 | 0 | 2 | 10     | 12     | −2    | 6       |                    |
| 4   | Keflavík             | 5 | 0 | 3 | 2 | 6      | 11     | −5    | 3       |                    |
| 5   | Fram                 | 5 | 0 | 2 | 3 | 8      | 12     | −4    | 2       | baraż o utrzymanie |
| 5   | ÍB Hafnarfjörður (S) | 5 | 0 | 2 | 3 | 7      | 19     | −12   | 2       | baraż o utrzymanie |

## Wyniki
| Gospodarz \ Gość | ÍA  | FRA | ÍBH | ÍBK | KRE | VAL |
| Akraness         |     | 6:4 | 3:1 | 5:1 |     | 7:1 |
| Fram             |     |     | 2:2 | 2:2 |     |     |
| ÍB Hafnarfjörður |     |     |     | 1:1 |     |     |
| Keflavík         |     |     |     |     |     |     |
| KR               | 2:2 | 1:0 | 7:0 | 1:1 |     | 1:0 |
| Valur            |     | 1:0 | 6:3 | 2:1 |     |     |

Źródło: Knattspyrnusamband Íslands (isl.)
Objaśnienia:
1Drużyna gospodarzy jest wymieniona po lewej stronie tabeli.
Kolory: zielony – zwycięstwo gospodarzy, żółty – remis, różowy – zwycięstwo gości.

## Baraż o utrzymanie
Z uwagi na równą liczbę punktów po zakończeniu sezonu, o utrzymaniu w 1. deild w sezonie 1958 zadecydował bezpośredni mecz pomiędzy dwoma ostatnimi zespołami – drużyną Fram i ÍB Hafnarfjörður. Mecz wygrał zespół z Reykjavíku i zapewnił sobie grę w 1. deild w sezonie 1959, natomiast drużyna ÍB Hafnarfjörður zaczęła sezon 1959 w 2. deild.
| 7 września 1958 | Fram | 6:0Raport | ÍB Hafnarfjörður | Melavöllur, Reykjavík Widzów: 1184 |
|                 |      |           |                  |                                    |

## Najlepsi strzelcy
| Bramki | Strzelcy            | Drużyna  |
| ------ | ------------------- | -------- |
| 10     | Þórður Þórðarson    | Akraness |
| 5      | Björgvin Arnarson   | Fram     |
| 5      | Helgi Björgvinsson  | Akraness |
| 4      | Þórólfur Beck       | KR       |
| 3      | Grétar Sigurðsson   | Fram     |
| 3      | Ríkharður Jónsson   | Akraness |
| 3      | Þórður Jónsson      | Akraness |
| 3      | Matthias Hjartarson | Valur    |
| 3      | Björgvin Danielsson | Valur    |